# Painted Desert
Painted Desert (česky Malovaná poušť) je poušť v severovýchodní části Arizony, ve Spojených státech amerických. Nachází v pánvi Black Mesa Basin a je součástí Koloradské plošiny. Název „painted“ vychází z její pestrobarevnosti. Většina oblasti náleží do indiánské rezervace Navahů.

## Geografie
Rozkládá se ze severozápadu na jihovýchod, má délku okolo 200 km a šířku 80 km. Zaujímá plochu přibližně 19 500 km2. Západně od Painted Desert leží Velký kaňon, severovýchodně Monument Valley. Poušť je převážně písčitá, místy kamenitá. Je tvořena barevnými erodovanými triasovými a jurskými pískovci. Oblast má studené aridní podnebí, léta jsou horká a suchá, zimy jsou chladné. V této oblasti se nachází také 1,2 km široký impaktní Barringerův kráter.
Početné jsou zde také lokality s objevy především druhohorních organismů, například populárních dinosaurů.

## Fotogalerie

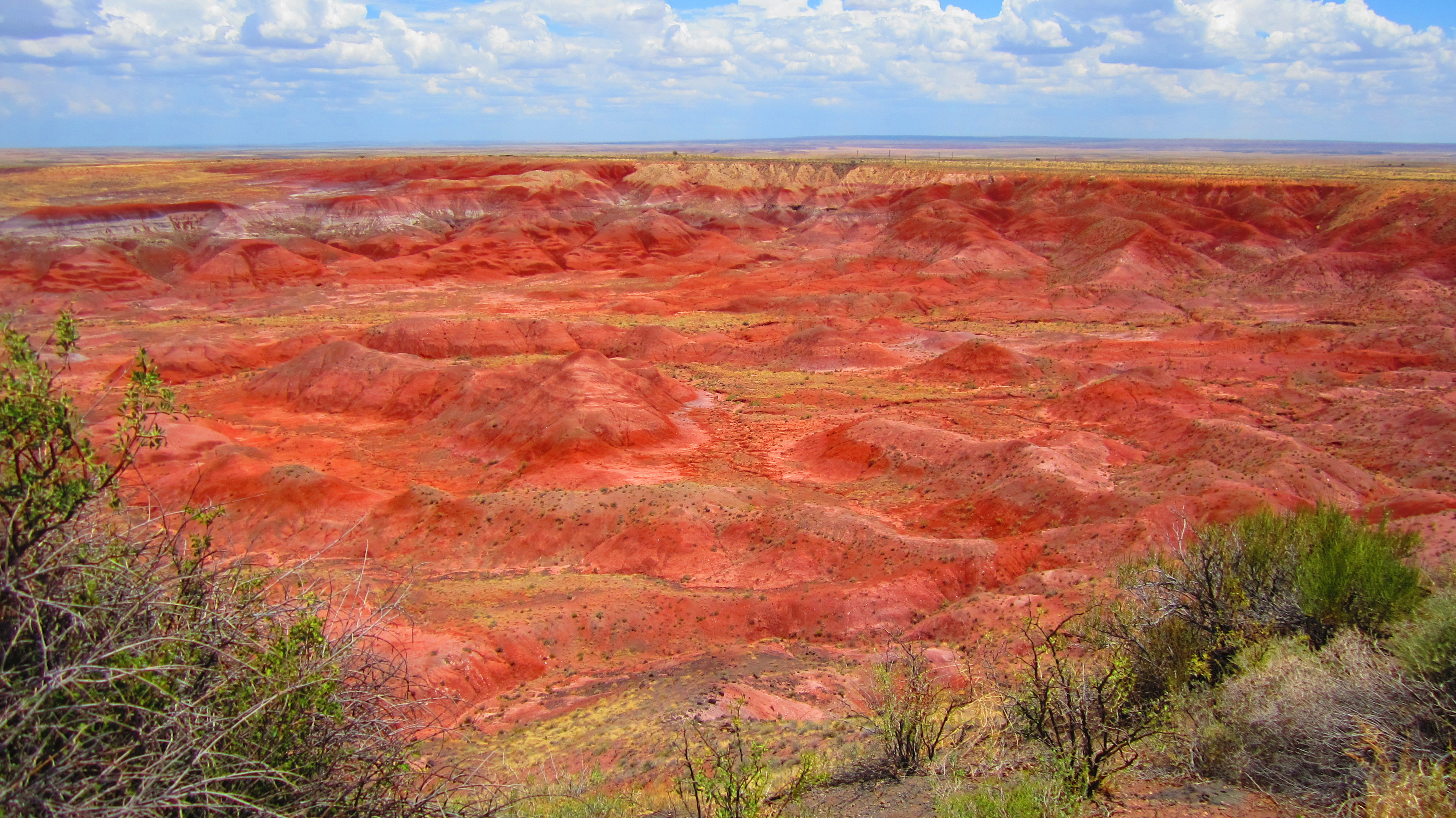
Národní park Petrified Forest
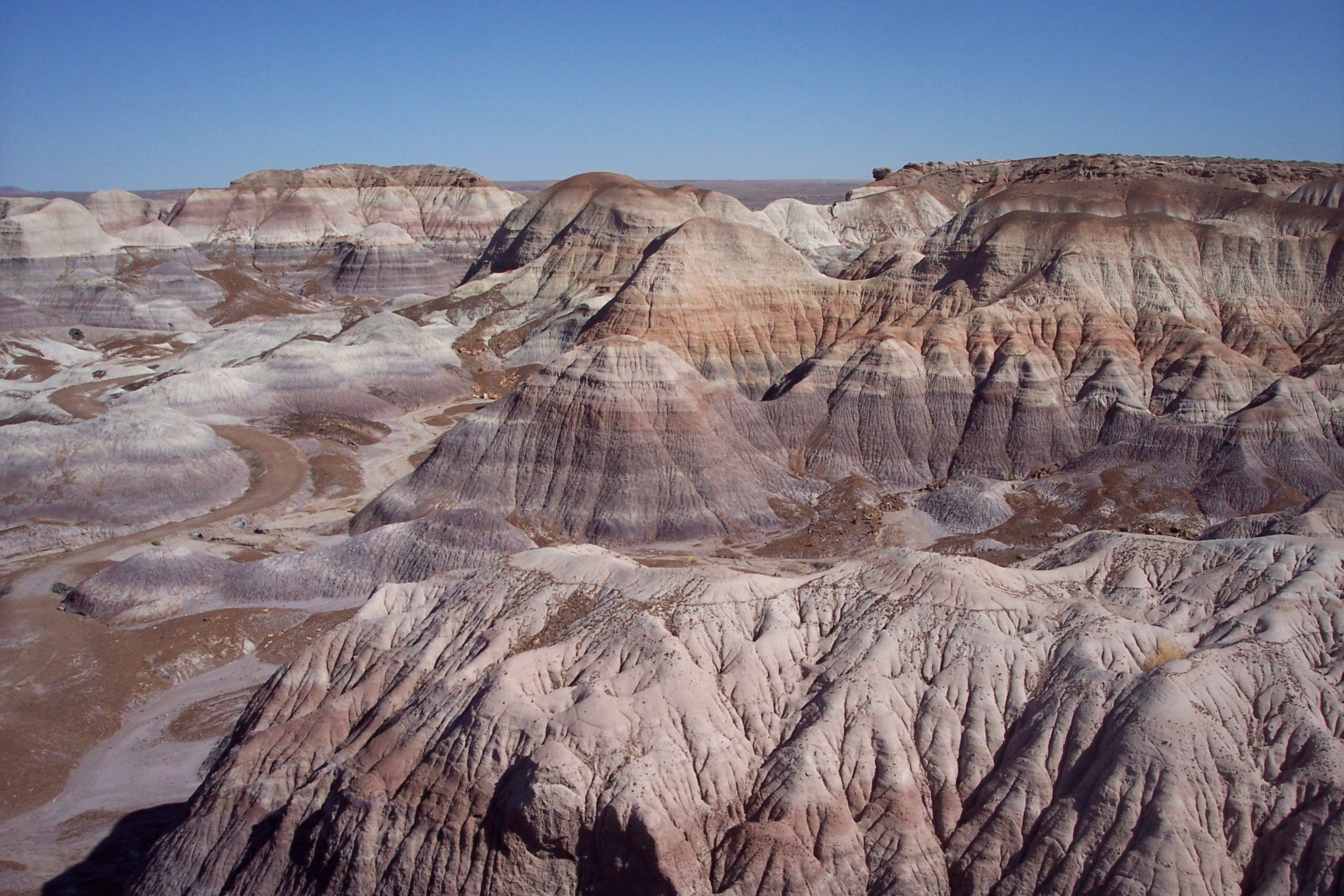
Národní park Petrified Forest
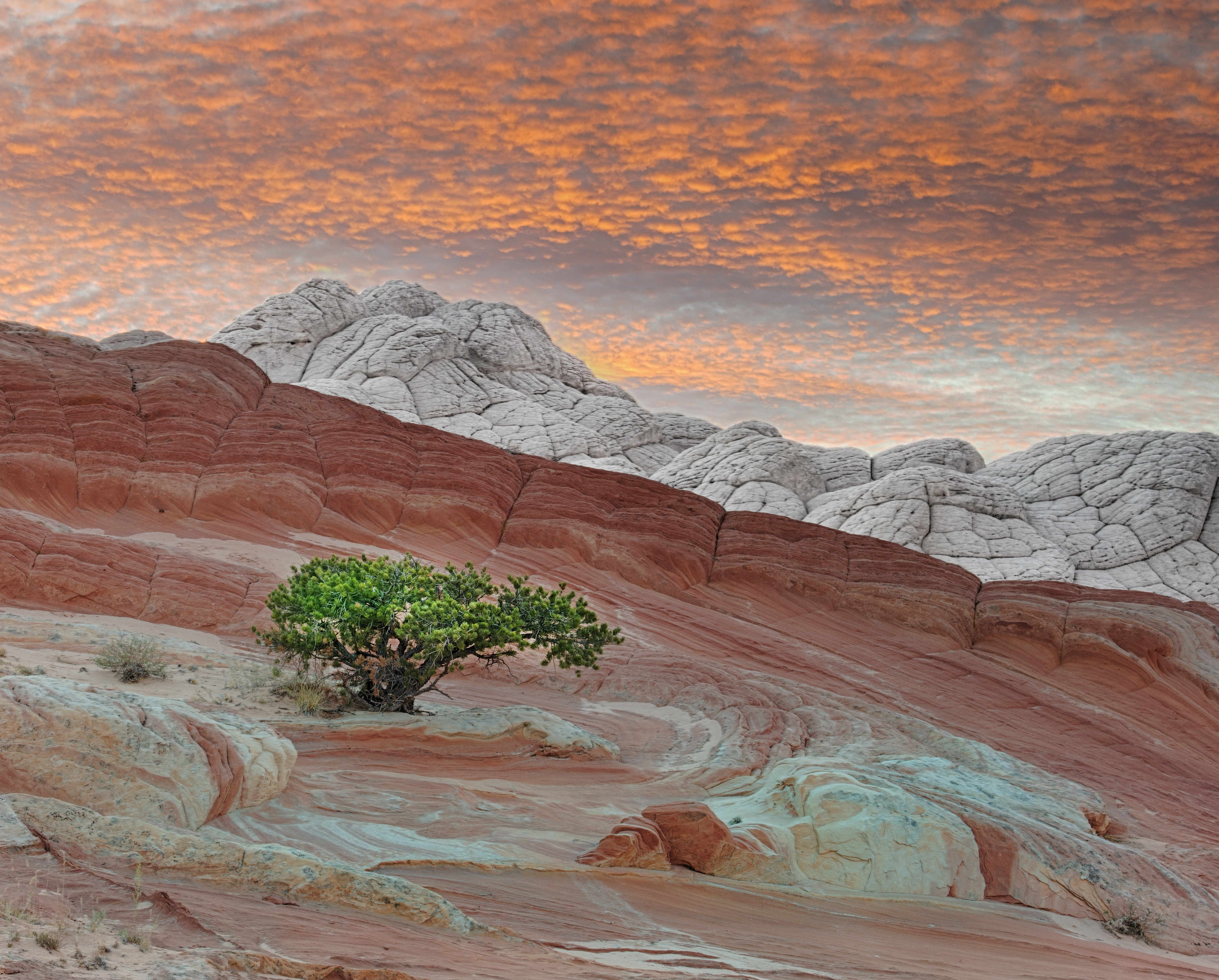
Vermilion Cliffs National Monument
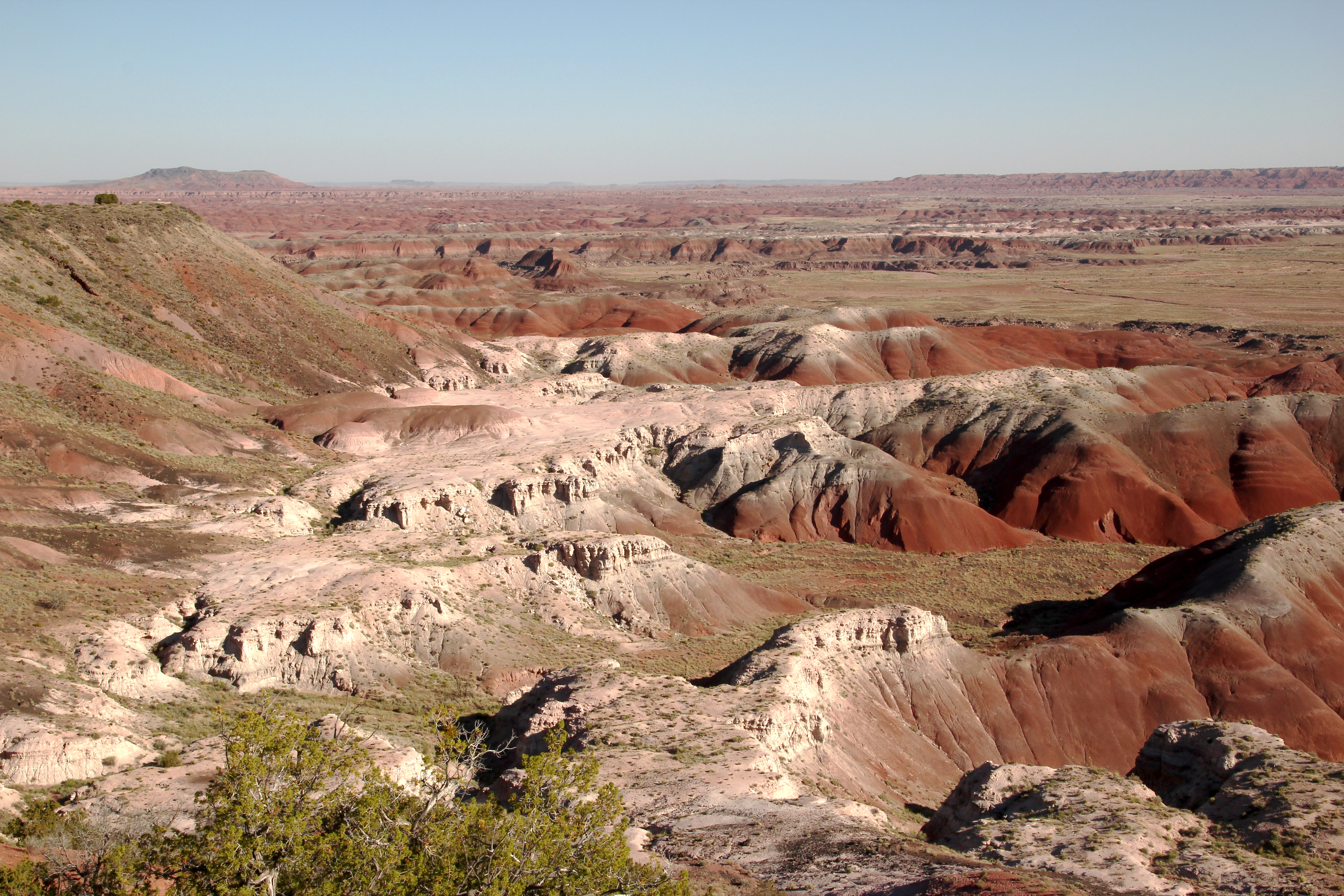
Painted Desert